# Poštovní tajemství
Poštovní tajemství je povinnost provozovatele poštovních služeb, osob podílejících se na poskytování poštovních služeb a dalších určených osob zachovávat mlčenlivost o skutečnostech týkajících se poskytované nebo poskytnuté poštovní služby, které se při své činnosti dozvěděli. Znalosti těchto skutečností smějí využívat jen pro potřeby poskytování poštovní služby a činnosti s tím související; nesmějí umožnit, aby se s nimi neoprávněně seznámila jiná osoba. Tato povinnost mlčenlivosti je uložena ustanovením § 16 zákona č. 29/2000 Sb., o poštovních službách a o změně některých zákonů (zákon o poštovních službách), ve znění pozdějších předpisů. Na rozdíl od listovního tajemství, které vyplývá z článku 13 Listiny základních práv a svobod a které chrání samotný obsah přepravovaných zpráv, tato povinnost mlčenlivosti rozšiřuje ochranu i na další údaje (např. o odesílateli a adresátovi), které jsou s přepravou nutně spojeny.
Povinnost zachovávat poštovní tajemství není časově omezena. Průlom do ní upravuje zákon o poštovních službách a další zákony. O porušení poštovního tajemství se nejedná, např. sdělí-li provozovatel údaje podléhající poštovnímu tajemství odesílateli, adresátovi nebo jejich zákonným zástupcům. Porušením poštovního tajemství také není, plní-li pracovník poštovní služby povinnost oznámit trestný čin, o kterém se při své činnosti dověděl hodnověrným způsobem. Tato oznamovací povinnost je uložena v § 168 trestního zákona (zákon č. 140/1961 Sb., ve znění pozdějších předpisů) a vztahuje se jen na nejzávažnější výslovně vyjmenované trestné činy (např. trestný čin genocidy, vlastizrady, vraždy, špionáže, teroru, vyzvědačství, týrání svěřené osoby).